# 西里伯斯松鼠屬
西裏伯斯松鼠屬（西裏伯斯松鼠），哺乳綱、囓齒目、松鼠科的一屬，而與西裏伯斯松鼠屬（西裏伯斯松鼠）同科的動物尚有非洲巨松鼠屬（非洲巨松鼠）、巨松鼠屬（巨松鼠）、非洲條紋松鼠屬（烏干達條紋松鼠）、矮松鼠屬（黑耳矮松鼠）等之數種哺乳動物。